# Krabi

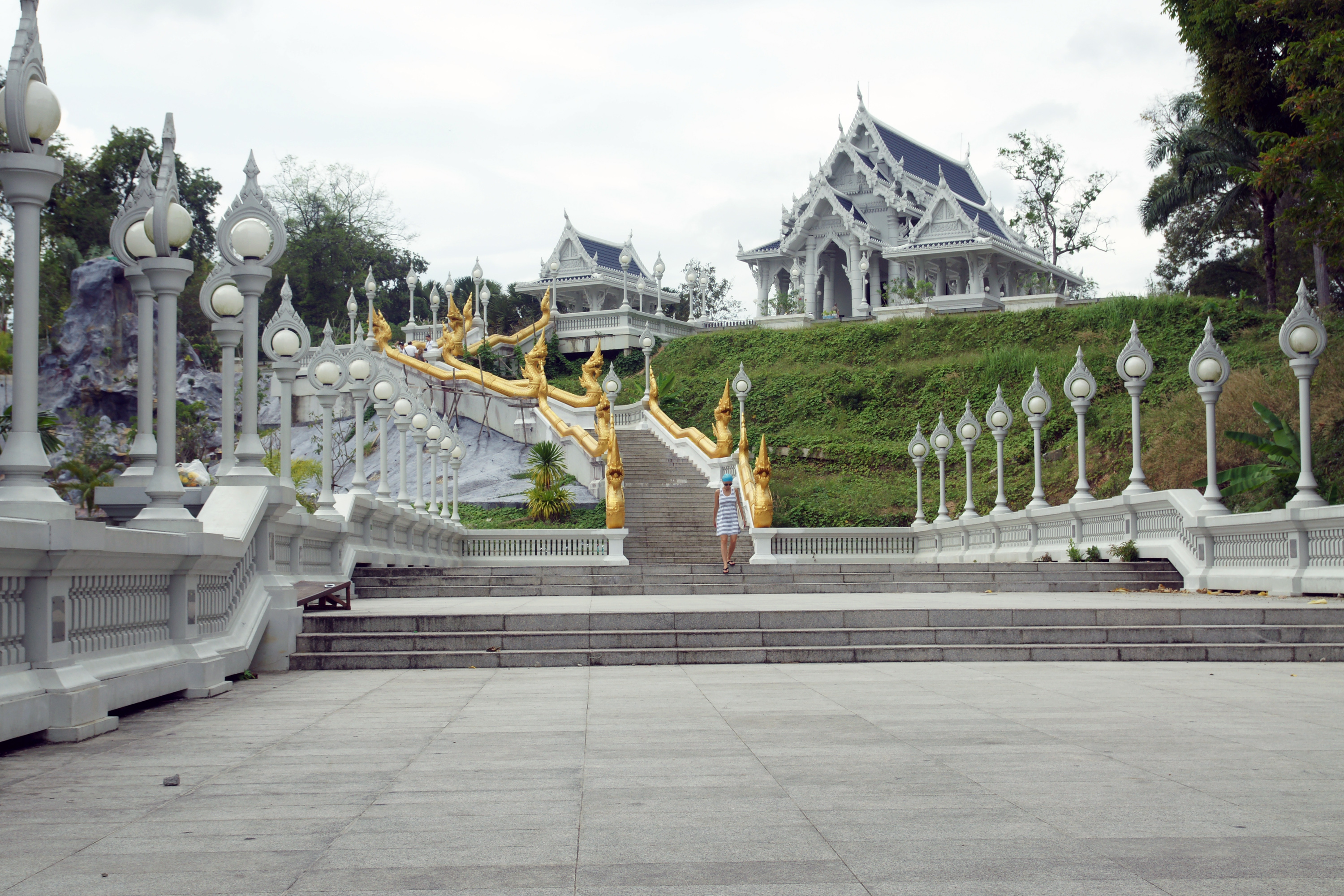
Templo de Kaewkorawaram na cidade de Krabi.

Krabi (em tailandês:  กระบี่); é uma cidade situada na costa oeste do sul da Tailândia, na foz do rio Krabi, que deságua na baia de Phangnga. Em 2005, tinha uma população de 24.986 habitantes. A cidade é a capital da província de Krabi, sendo o turismo uma indústria importante da cidade.

## Localização
Krabi é capital da província de mesmo nome, no sul da Tailândia, no litoral do Mar de Andamão, com talvez a mais antiga história do país. Muitas ferramentas de pedra, antigas imagens coloridas, miçangas, cerâmica e restos mortais encontrados em muitos penhascos e cavernas da província, indicam que Krabi tem sido o lar de Homo Sapiens desde o período 25.000 - 35.000 aC.
Por volta do XIII século, Krabi era tributária do Reino de Ligor, uma cidade no leste da costa da Península de Kra mais conhecido hoje como Nakhon Si Thammarat.

## Clima
De frente para o mar de Andaman, como Phuket, Krabi está sujeita a uma temporada de 6 meses de chuvas entre os meses de maio a novembro. 

## Ligações externas

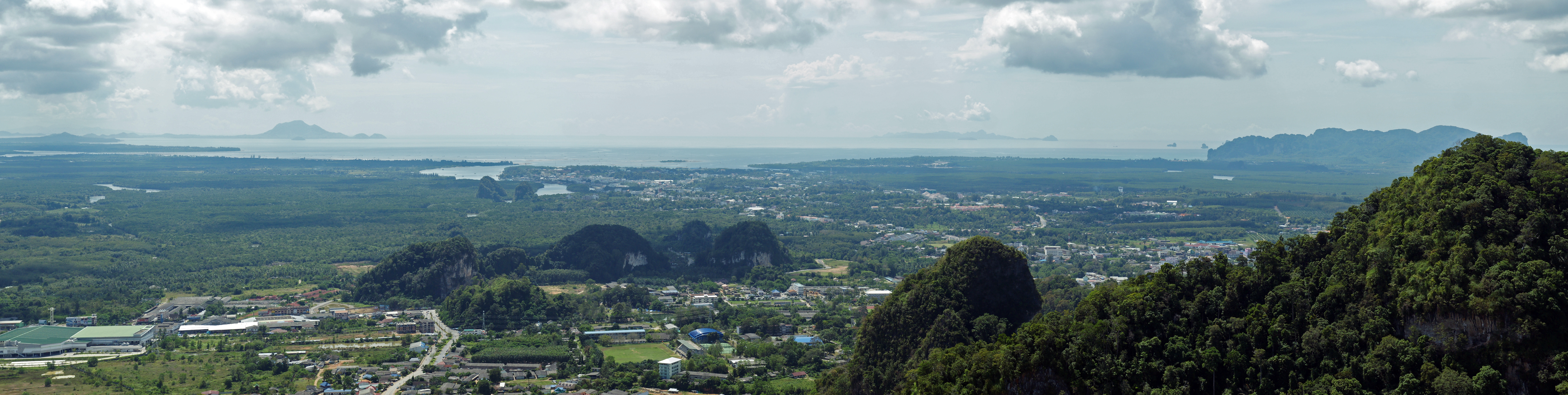
Vista da cidade de Krabi.